# Юльянув-Радуцький
Юльянув-Радуцький (пол. Julianów Raducki) — село в Польщі, у гміні Рава-Мазовецька Равського повіту Лодзинського воєводства.
Населення — 20 осіб (2011).
У 1975-1998 роках село належало до Скерневицького воєводства.

## Демографія
Демографічна структура станом на 31 березня 2011 року:
|          | Загалом | Допрацездатний вік | Працездатний вік | Постпрацездатний вік |
| -------- | ------- | ------------------ | ---------------- | -------------------- |
| Чоловіки | 10      | 0                  | 9                | 1                    |
| Жінки    | 10      | 0                  | 6                | 4                    |
| Разом    | 20      | 0                  | 15               | 5                    |